# Eufrosina de Pólatsk

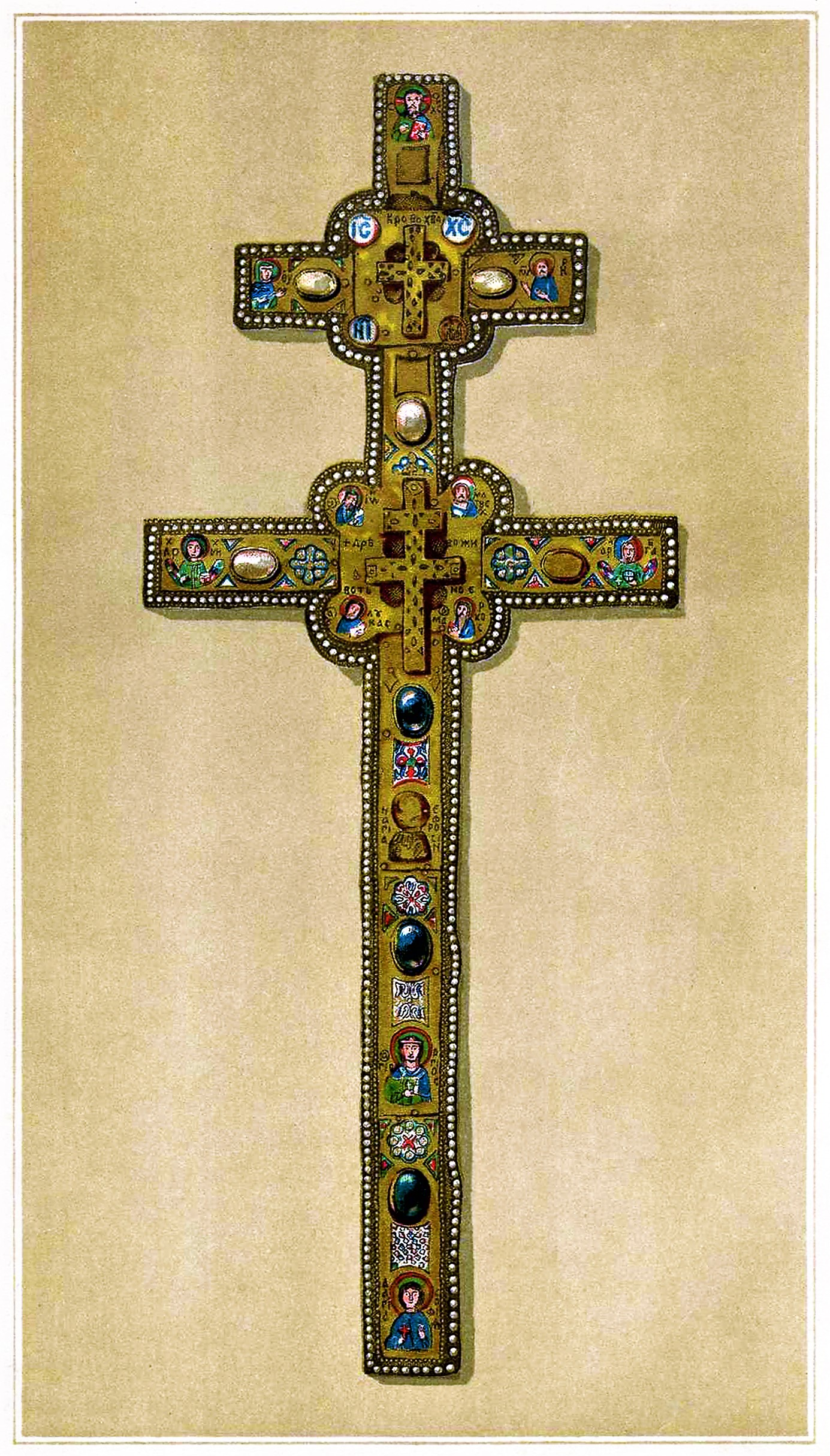
Reproducción de la Cruz de la Santa Eufrosina de 1889.

Eufrosina de Pólatsk (en bielorruso: Ефрасі́ння По́лацкая) (1110–1173) fue la nieta del Príncipe de Pólatsk, Vseslav. 
Rechazó todas las proposiciones de casamientos y, sin que sus padres lo supieran, huyó al convento donde su tía era abadesa y se convirtió en monja. Luego fundó su propio convento. Pasaba su tiempo copiando libros, y el dinero que conseguía lo distribuía entre los pobres. Además construyó dos iglesias, y una, la iglesia del Santísimo Salvador, todavía sigue en pie y es considerado uno de los más preciados monumentos arquitectónicos tempranos de Bielorrusia.
Hacia el final de su vida, hizo un peregrinaje hacia Tierra Santa, donde murió en algún momento luego de 1167. Su cuerpo, luego de la conquista de Jerusalén por Saladino en 1187, fue transportado por los monjes a Kiev y depositado en el Monasterio de las Cuevas. Fue recién en 1910 cuando los vestigios de la santa fueron llevados a su ciudad natal en Pólatsk. Su día festivo es celebrado el 23 de mayo. 
en conclusión subirá se centró en vender libros para dárselo a los pobres creó la iglesia del Salvador. La hicieron santa, y evitó varias guerras. Entró en el monasterio de su tía pero se fue de peregrina algo que no estaba bien visto en la época.

## Cruz de la Santa Eufrosina
La Cruz de la Santa Eufrosina era una cruz repleta de joyas creada a su pedido por un maestro local, Lasar Bohša (Лазар Богша). La famosa cruz de seis brazos de oro estaba decorada con esmaltes y piedras preciosas y presentado por ella a la iglesia del Santísimo Salvador en 1161. De exquisita belleza, la reliquia sobrevivió a siglos de turbulencia hasta la Segunda Guerra Mundial, cuando desapareció misteriosamente durante la evacuación del museo en 1941. Lo más probable es que fue robado por un soldado soviético, o, posiblemente, por un alemán. En sus intentos de dar con el paradero de este tesoro, el gobierno de la República de Bielorrusia ha visto prácticamente en todas partes, incluso el examen de colecciones privadas en los Estados Unidos.